# 9426 Aliante
9426 Aliante (1996 CO7) là một tiểu hành tinh vành đai chính được phát hiện ngày 14 tháng 2 năm 1996 bởi U. Munari và M. Tombelli ở Cima Ekar.